# Drugpa kagyü
Drugpa kagyü, kortweg Drugpa (druk = druk, pa = persoon) is een school binnen de kagyütraditie van het Tibetaans boeddhisme. De Drugpa behoort tot de Sarma, ofwel nieuwe vertalingen, en ontstond aan het eind van de 12e eeuw.
Binnen de drugpa kagyü bestaan meer subscholen, waaronder de oostelijke traditie in het oosten van de oorspronkelijke Tibetaanse provincie Kham en de middentraditie die veel aanhangers vond in de omgeving rondom Ladakh in India. In Bhutan is de Drugpa-linie de dominante school en de staatsreligie.
De Drugpa-linie heeft meer dan duizend kloosters in Tibet, Bhutan, Ladakh en andere delen van de Himalaya.

## Oorsprong
De Drugpa-traditie werd gesticht in het Westen van Tibet door de eerste gyalwang drugpa of drukchen Tsangpa Gyare Yeshe Dorje (1161-1211), een student van Lingchen Repa die al op vroege leeftijd het tantrische boeddhisme beheerste van de mahamudra en de zes yoga's van Naropa. Als tertön ontdekte hij de tekst van de Zes gelijke smaken, die eerder verstopt waren door Rechungpa, een student van Milarepa.
De opvolging van de spirituele leiding van Tsangpa Gyare Yeshe Dorje verloopt via twee categorieën: bloedverwanten en spirituele zonen. Zijn neef, Onre Darma Senggye (1177-1237), besteeg de troon in het klooster Ralung, de hoofdzetel van de drugpa kagyü. Darma Senggye leidde de latere volgelingen van Tsangpa Gyare, zoals Gotsangpa Gönpo Dorje (1189-1258), op het pad van realisatie, ofwel van het zich eveneens ontwikkelen tot goeroe. De neef van Darma Senggye en zijn volgelingen behielden in de loop van de eeuwen de troon in Ralung en zetten de lijn voort.

## Subscholen
Gyalwa Lorepa, gyalwa Gotsangpa en gyalwa Yang Gonpa, een volgeling van gyalwa Gotsangpa, staan bekend als de Gyalwa Namsum of Drie Overwinnelijken als erkenning voor hun spirituele realisatie. De volgelingen van gyalwa Lorepa werden de Neder-Drugpa's genoemd, die van Gyalwa Gotsangpa de Opper-Drugpa's en die van Onre Darma Senggye de Middel-Drugpa's.
Na de dood van de vierde gyalwang drugpa Pema Karpo in 1592, waren er twee concurrerende kandidaten voor zijn reïncarnatie. Pagsam Wangpo, een van de kandidaten was de favoriet van de koning van Tsang en overwon.
Zijn rivaal, shabdrung Ngawang Namgyal, werd uitgenodigd naar westelijk Bhutan te komen en bracht eenheid in het gehele land. Hij vestigde de Drugpa als voornaamste boeddhistische school van Haa tot Trongsa. De Drugpa-linie werd vanaf dat moment onderverdeeld in de noordelijke Drugpa (chang druk, Wylie: byang-'brug) in Tibet waar de gyalwang drugpa aan het hoofd stond en de zuidelijke Drugpa (lho druk, Wylie: lho-'brug) dat gevestigd is in Bhutan en waar de shabdrung aan het hoofd staat. Shabdrung Ngawang Namgyal wees Pekar Jungne aan als eerste Je Khenpo, waarmee hij de spirituele leider was van alle kloosters in Bhutan. Sindsdien waren alle Je Khenpo's de spirituele regenten van Bhutan.
De drukpha-linie naar Ladakh begon bij Tagtsang Repa Ngawang Gyatso (1573-1651), een leerling van de vijfde gyalwang drugpa Pagsam Wangpo (1593-1641) en Yongzin Ngawang Sangpo. Nadat hij een uitnodiging van koning Jamyang Namgyal van Ladakh had geweigerd, ging hij later wel toen de nieuwe koning Senggye Namgyal hem uitnodigde. Tagtsang Repa kwam aan in Ladakh in 1624, op een leeftijd van vijftig. Hij vestigde eerst een klooster in Hanley en in 1630 bouwde hij de Dukhang Nyingpa-schrijn in Hemis en stichtte hij de Sangha. Onder koninklijke beschermheerschap verspreidden hij en de latere reïncarnaties de drukpha-linie over het koninkrijk Ladakh, maar ook naar Zanskar en Lahaul.